# Araçatuba
Araçatuba é um município brasileiro no noroeste do estado de São Paulo, a uma latitude 21º 12'32" sul e a uma longitude 50º 25'58" oeste, estando a 390 m acima do nível do mar. Sua população estimada pelo IBGE para 1.º de julho de 2024 era de 207 775 habitantes. Integra a Região Geográfica Intermediária de Araçatuba, da qual é o município mais populoso. Em 2019 tornou-se um Município de Interesse Turístico. O município é formado somente pelo distrito sede, que inclui o povoado de Engenheiro Taveira.
Seu nascimento remonta à expansão cafeeira e na passagem para o atual século sua economia era caracterizada pelo crescimento das lavouras de cana-de-açúcar. Este quadro inclui também a pecuária, atividade que a tornou conhecida no país como Capital do Boi Gordo devido às negociações da arroba do boi realizadas na Praça Rui Barbosa, além da inclusão de outras criações de animais como a ovinocultura. De economia diversificada, o setor de serviços é o predominante na cidade. Araçatuba caracteriza-se também por ser um polo universitário da região noroeste do estado de São Paulo. Está servida pelo Gasoduto Brasil-Bolívia e a hidrovia Tietê-Paraná.

## Toponímia

Do tupi: arasá, araçá, e tyba, ajuntamento. Ambos os termos estão em relação genitiva, o que dá a ideia de origem, pertencimento, e enseja a inversão dos termos (conforme indicam as setas).

A hipótese mais empregada é a forma como os índigenas poderiam ter utilizado para referir-se a região como abundante em araçás. Araçatuba provém do tupi arasá, araçás e tyba, que significa ajuntamento. Ambos os termos, colocados em relação genitiva, dão o sentido de ajuntamento de araçás.
Uma outra hipótese indica que o termo poderia ser o nome da filha de um cacique dos caingangues. Todavia, estudiosos afirmam que não pode ser um nome próprio etimologicamente.
Numa matéria do Jornal A Comarca, de 2 de dezembro de 1964, existe uma contestação sobre o nome da cidade, pois na atualidade não existem tantos pés de araçás no município, árvore de fácil crescimento. De acordo com um livro de Odette Costa, História de Araçatuba, um antigo engenheiro civil afirmou que quando fazia medições de terra na região de Araçatuba, havia encontrado muitos araçás-silvestres e araçázinhos.

## História

### Origem
A história de Araçatuba está ligada intrinsecamente à construção da Estrada de Ferro Noroeste do Brasil. Esta estrada, que, no início do século XX, fez parte de uma política que visava à interiorização do país e sua ligação com outros países da América do Sul, teve seus trabalhos iniciados no dia 15 de novembro de 1904, com a construção do trecho que ligava Bauru à cidade de Itapura, localizada nas barrancas do Rio Paraná.

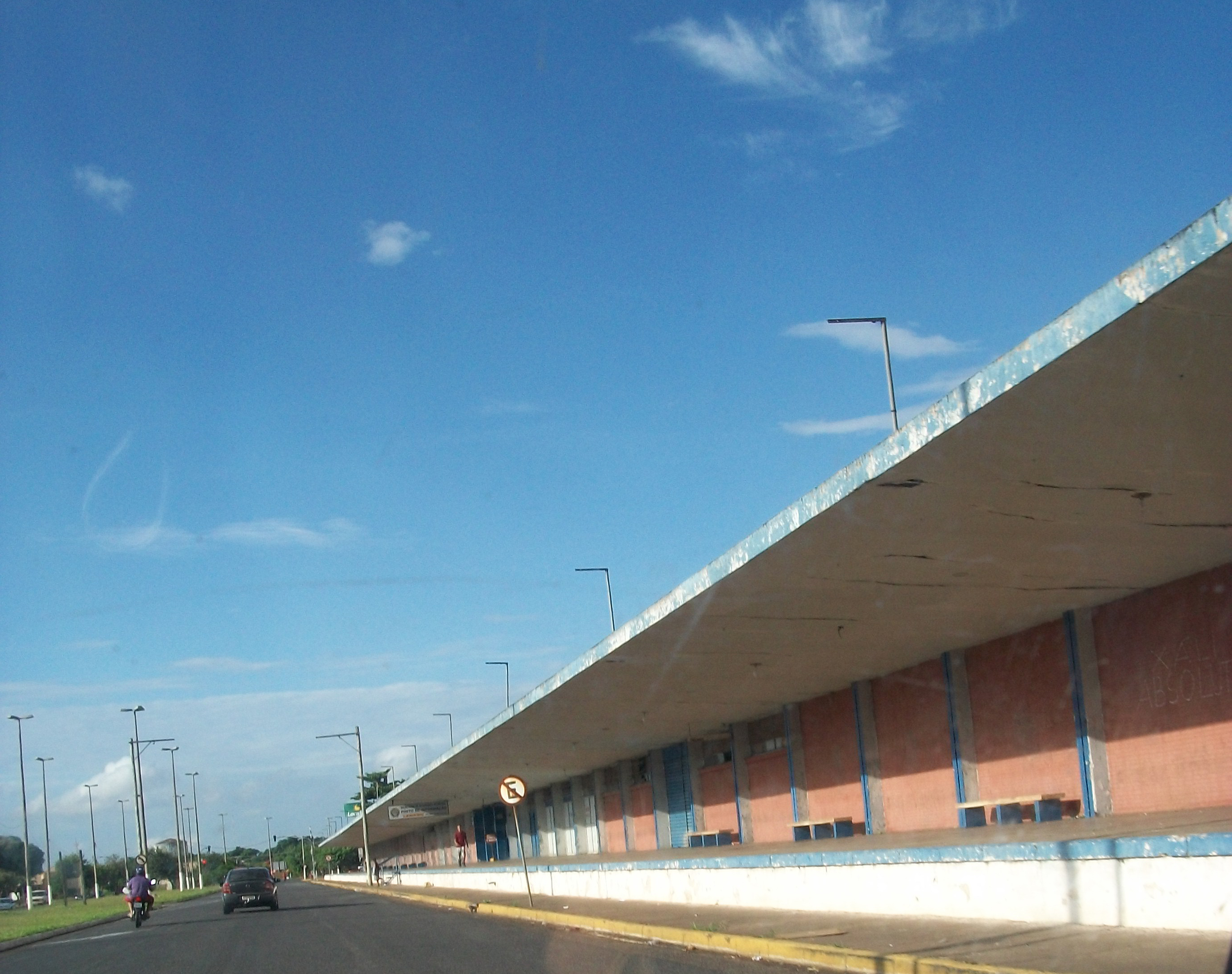
Antiga Estação Ferroviária e Avenida dos Araçás. Até a década de 1990, a área era ocupado pela linha original da Estrada de Ferro Noroeste do Brasil

No dia 2 de dezembro de 1908, os trilhos chegaram até o quilômetro 280, onde foi montado um acampamento. Um vagão deixado nesse local serviu provisoriamente como estação. Deste acampamento, nasceu a atual cidade de Araçatuba. Pela boa qualidade das terras dessa região, muitas famílias de agricultores ali se instalaram.

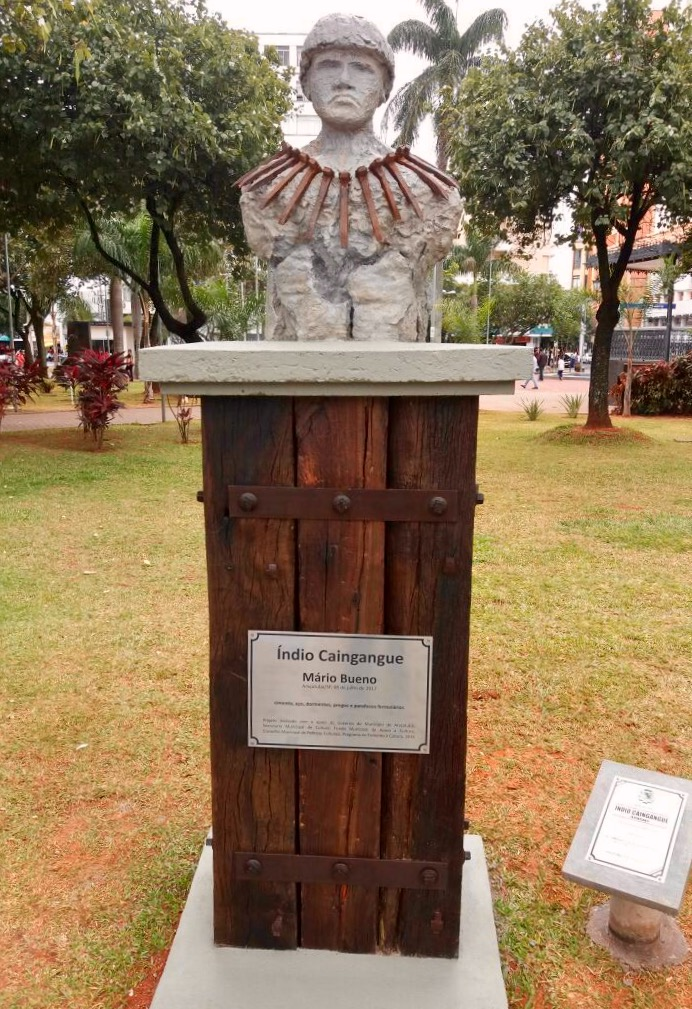
Homenagem aos índios Caingangues, na Praça Rui Barbosa

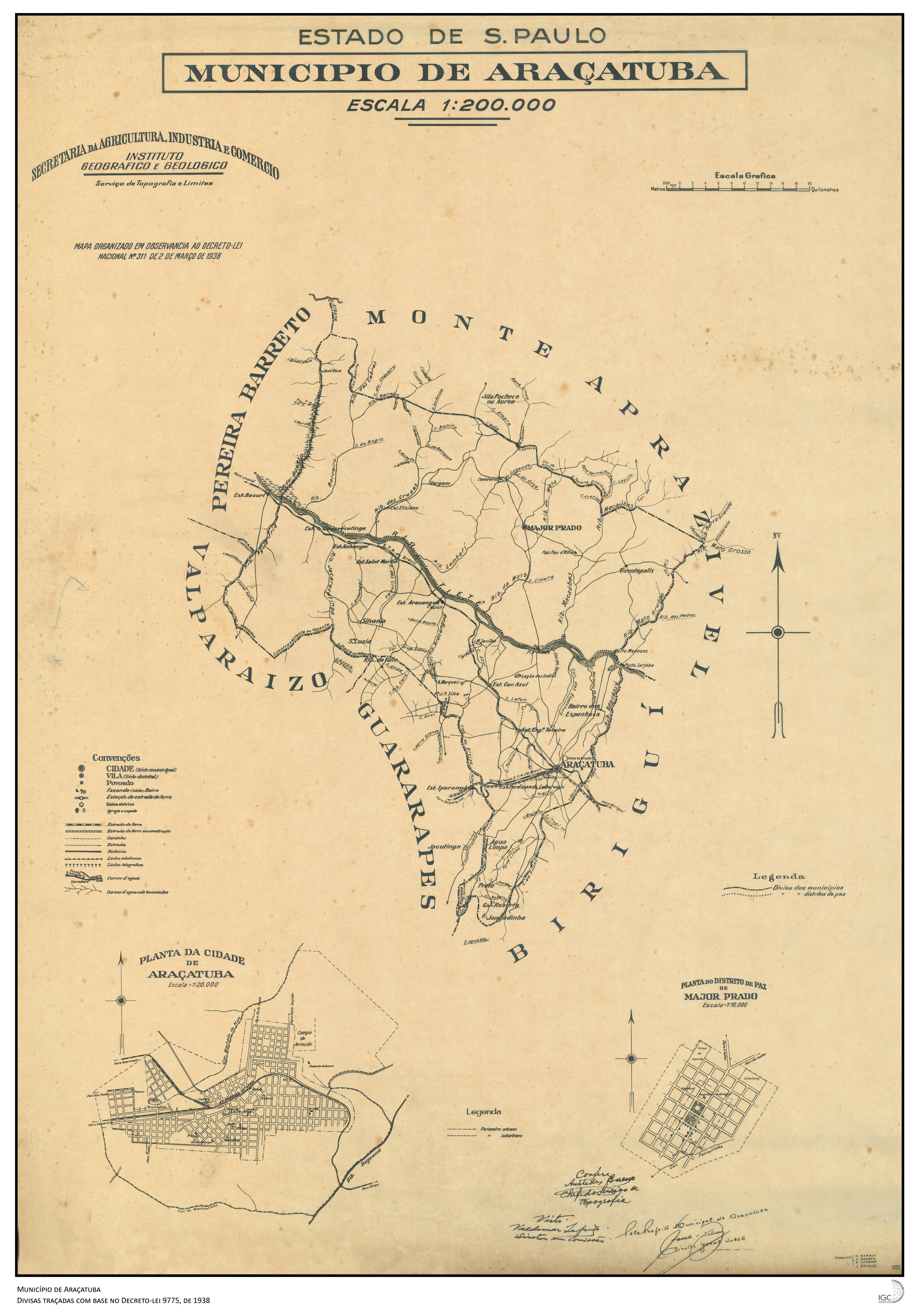
Mapa de Araçatuba (1938).

Além das doenças locais, os índios Caingangues, que já habitavam a região, se constituíam em mais um obstáculo à ocupação das terras ainda virgens. Como resultado, os índios foram exterminados. Em julho de 2017, a Praça Rui Barbosa recebeu uma escultura em homenagem aos Caingangues, elaborada pelo artista plástico e fotógrafo Mário Silveira Bueno. No início dos anos 1920, Araçatuba ainda pertencia à comarca de Penápolis.
Em 8 de dezembro de 1921, foi promulgada a Lei Estadual nº 1.812, que concretizava a autonomia do município. Em 19 de fevereiro de 1922, o distrito sede foi constituído e instalada a Câmara Municipal. O município foi se desenvolvendo e passou por vários ciclos econômicos. O primeiro foi o do café, seguido do ciclo do algodão e, a partir dos anos 1950, veio o ciclo da pecuária, que predomina até os dias de hoje, dividindo sua importância com o setor sucroalcooleiro.[carece de fontes?]

## Geografia

### Área arborizada
Em 2011, a área arborizada do município era de 8%. Em 2016, segundo a Secretaria Municipal do Meio Ambiente, a área foi expandida para 11,5%. Segundo a Organização das Nações Unidas, a área arborizada recomendada é de 30% de cobertura. Dados locais de 2017 apontam um déficit de 27,5 mil árvores no município.

### Hidrografia

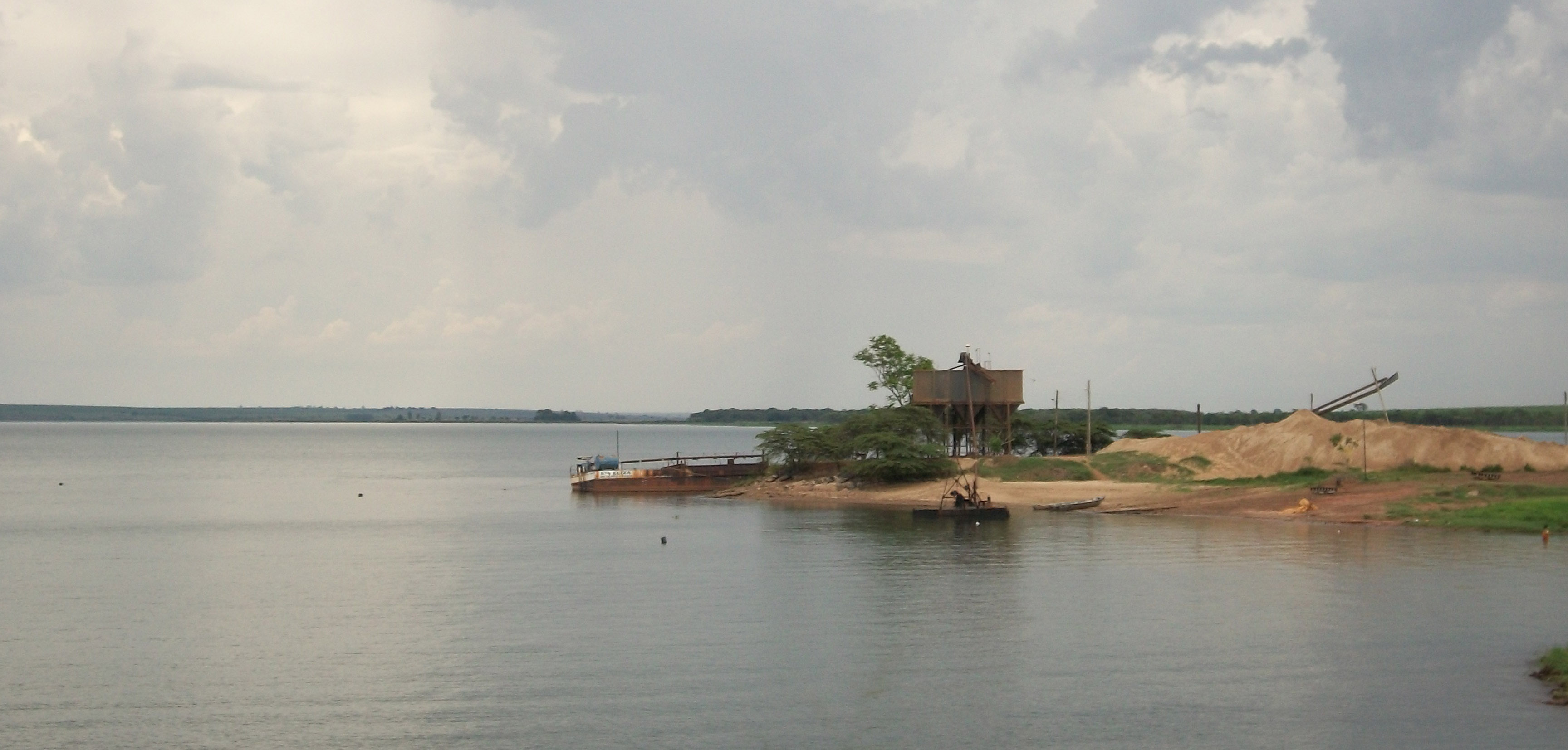
Rio Tietê nas proximidades da Rod. Eliezer Montenegro Magalhães.

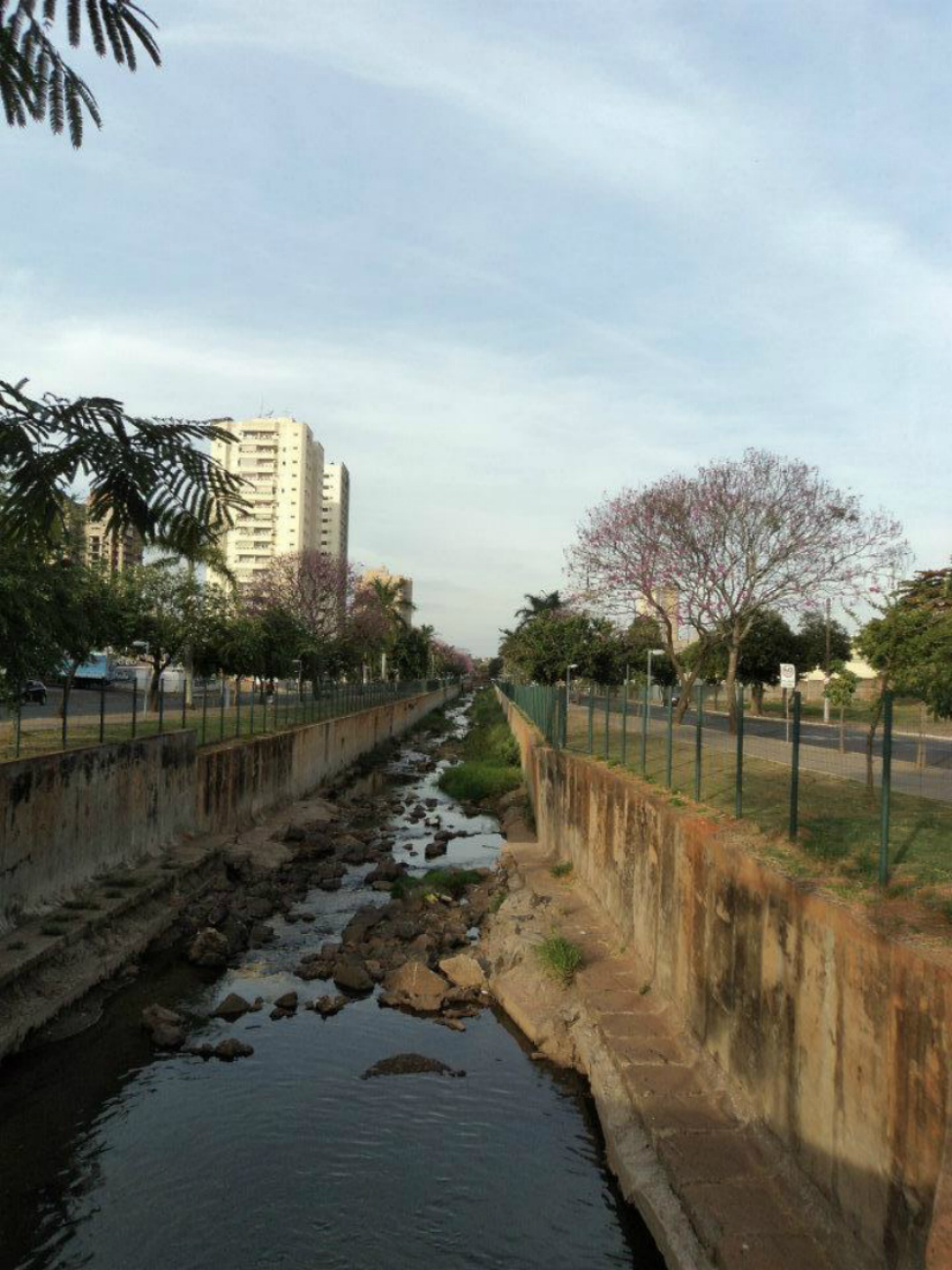
Córrego Machadinho.

Pertence a rede da Bacia do Paraná. Seu principal rio é o Tietê, sendo o rio Aguapeí com bacias relacionadas ao município. Possui rios perenes com diferença de nível no verão e inverno. O abastecimento de água no município é fornecido pelo Ribeirão Baguaçu, Rio Tietê (40%) e por dois poços profundos. A nascente do Ribeirão Baguaçu encontra-se em uma mina de rochas localizada na divisa das cidades de Braúna e Coroados, no sítio São Sebastião. O ribeirão também corta as cidades de Braúna, Bilac e Birigui. A água dos poços profundos são do Aquífero Guarani, a maior reserva subterrânea de água doce do mundo. Estão localizados nos bairros Jardim Ipanema e Jardim Jussara. São tratados pela SAMAR desde 2012, quando o DAEA foi concedido.
Próxima do Rio Tietê, é a primeira cidade não ribeirinha do estado de São Paulo a captar água diretamente deste rio, desde 2013, quando sua capacidade de oferta de água aumentou em 8%. Está sobre o Aquífero Guarani, a segunda maior reserva de água doce do mundo, e é cortada pelo Ribeirão Baguaçu, que abastece parte do município. Em Araçatuba, 100% do esgoto é tratado antes de ser lançado nos cursos de água.
Em 2013 existiam onze reservatórios de água potável em Araçatuba.
Passam pela cidade também o Rio Tietê, São José dos Dourados, e Aguapeí. São destaques também os córregos Alvorada, Três Sete, Machadinho, Tropeiros, Bela Vista, Machado de Melo, Água Funda, Espanhóis, Paquere ou Jacó.
O rio Tietê que é poluído em outras regiões, é aproveitado na cidade de Araçatuba para abastecimento e uso industrial, desde 2013, através da Estação de Tratamento de Água, a ETA-Tietê "José Marques Lopes. Araçatuba é a primeira cidade não ribeirinha do Estado de São Paulo a captar água do rio, a uma distância de 15 km. As obras foram realizadas pela Construtora OAS. A capacidade de produção deste rio é de 24 milhões de litros de água por dia. É utilizada para tratamento o processo de flotofiltração.
A mina da Boiadeira que é uma das nascentes do córrego Machado de Melo serve como fonte de abastecimento de alguns moradores que acreditam que a água do local possua qualidade superior da encanada.
Araçatuba, em 2010, perdeu 40% (8 milhões e 390 mil m3) de sua água tratada com desperdícios.
A rede coletora de água de chuva soma 73 km em 2015, o que gera um percentual de apenas 10% de ruas com galerias, o que pode favorecer alagamentos.
Em dezembro de 2013 possuía 8 áreas de subsolo contaminadas por combustível e PHA, devido a presença de postos de gasolina nestas regiões.

### Solo
Os solos predominantes no município são:
- Latossolo vermelho-escuro fase arenosa (90%). É um tipo de solo originado do arenito Bauru, sem cimento calcário e apresenta cor vermelha.
- Solo podsolizado variação Lins (4%). Solo arenoso.
- Solo podsolizado variação Marília (4%). Solo arenoso.
- Solo hidromórfico (2%). Solo arenoso.

### Clima
Ocupa a área de transição entre o regime tropical do Brasil Central e o subtropical do Sul do país.
Segundo dados do Centro Integrado de Informações Agrometeorológicas (CIIAGRO), a menor temperatura registrada em Araçatuba foi de 1,8 °C nos dias 28 de junho de 2011 e 8 de julho de 2019. A maior atingiu 42 °C em 12 de novembro de 2003 e 28 de setembro de 2004. O maior acumulado de chuva em 24 horas chegou aos 198 mm em 6 de janeiro de 2007. Outros acumulados iguais ou superiores a 100 mm foram: 187 mm em 8 de janeiro de 1999, 158 mm em 9 de janeiro de 1999, 121 mm em 3 de fevereiro de 2000, 120,3 mm em 2 de outubro de 2001, 112,3 mm em 10 de janeiro de 2004, 111 mm em 15 de janeiro de 2007, 103,8 mm em 21 de janeiro de 2008, 103,5 mm em 15 de março de 2011 e 102,4 mm em 24 de setembro de 2002.
| Dados climatológicos para Araçatuba                                                                | Dados climatológicos para Araçatuba | Dados climatológicos para Araçatuba | Dados climatológicos para Araçatuba | Dados climatológicos para Araçatuba | Dados climatológicos para Araçatuba | Dados climatológicos para Araçatuba | Dados climatológicos para Araçatuba | Dados climatológicos para Araçatuba | Dados climatológicos para Araçatuba | Dados climatológicos para Araçatuba | Dados climatológicos para Araçatuba | Dados climatológicos para Araçatuba | Dados climatológicos para Araçatuba |
| Mês                                                                                                | Jan                                 | Fev                                 | Mar                                 | Abr                                 | Mai                                 | Jun                                 | Jul                                 | Ago                                 | Set                                 | Out                                 | Nov                                 | Dez                                 | Ano                                 |
| -------------------------------------------------------------------------------------------------- | ----------------------------------- | ----------------------------------- | ----------------------------------- | ----------------------------------- | ----------------------------------- | ----------------------------------- | ----------------------------------- | ----------------------------------- | ----------------------------------- | ----------------------------------- | ----------------------------------- | ----------------------------------- | ----------------------------------- |
| Temperatura máxima recorde (°C)                                                                    | 41                                  | 40                                  | 38                                  | 38                                  | 34,2                                | 34                                  | 35,7                                | 38,9                                | 42                                  | 41                                  | 42                                  | 41                                  | 42                                  |
| Temperatura máxima média (°C)                                                                      | 31,8                                | 32,3                                | 31,9                                | 31                                  | 27,5                                | 26,8                                | 27,6                                | 29,9                                | 31,3                                | 32,4                                | 32,1                                | 32,4                                | 30,6                                |
| Temperatura mínima média (°C)                                                                      | 21,1                                | 21,5                                | 20,9                                | 19,3                                | 15,7                                | 14,5                                | 14,1                                | 15,4                                | 17,6                                | 19,5                                | 20,2                                | 21,1                                | 18,4                                |
| Temperatura mínima recorde (°C)                                                                    | 14                                  | 15,7                                | 15,6                                | 8,2                                 | 5,2                                 | 1,8                                 | 1,8                                 | 2,1                                 | 5                                   | 10                                  | 13,3                                | 15                                  | 1,8                                 |
| Precipitação (mm)                                                                                  | 301,5                               | 200                                 | 136                                 | 75,5                                | 65,8                                | 44,1                                | 23,4                                | 27,8                                | 83,3                                | 105,5                               | 129,3                               | 172,1                               | 1 364,3                             |
| Fonte: CIIAGRO-SP (médias climatológicas: 1996-2020; recordes de temperatura: 01/04/1996-presente) |                                     |                                     |                                     |                                     |                                     |                                     |                                     |                                     |                                     |                                     |                                     |                                     |                                     |

### Qualidade do ar
Em 2009, Araçatuba foi classificada como uma localidade que está em processo de saturação por ozônio (O3). A saturação por este tóxico pode provocar uma série de doenças, como ataques cardíacos, aumento da probabilidade de ocorrência de câncer e envelhecimento precoce. Também há risco de desequilíbrio ambiental.
Em 2011, era considerada a terceira pior cidade do estado de São Paulo em relação à qualidade de ar, com uma média de 58 μg/m³ de material particulado. O ideal, de acordo com a OMS, seria de 20 μg/m³.

### Descargas elétricas
Araçatuba, no biênio 2005-2006, era a 528° no estado de São Paulo em número de descargas atmosféricas, com densidade de 2,2051 raios/km² ao ano. No biênio seguinte, ficou em 511° no estado com densidade de 1,6615 raios/km² ao ano. Em 2008, ocorreram duas mortes por raios na cidade.
Houve elevação da densidade de descargas elétricas no município no biênio 2009-2010 ,com uma taxa de 7,1673 raios/km² ao ano, ocupando no ranking do estado a posição de número 560.
Em 2013 caíram na cidade 3 155 raios. A média atualizada coloca Araçatuba como uma região de alta incidência de descargas atmosféricas com uma média de 6,9 raios por km² anuais.

## Demografia

### População
| Crescimento populacional                             | Crescimento populacional | Crescimento populacional | Crescimento populacional |
| Ano                                                  | População Total          |                          | %±                       |
| ---------------------------------------------------- | ------------------------ | ------------------------ | ------------------------ |
| 1925                                                 | 14 611                   |                          | —                        |
| 1934                                                 | 75 535                   |                          | 417,0%                   |
| 1937                                                 | 40 000                   |                          | −47,0%                   |
| 1940                                                 | 45 721                   |                          | 14,3%                    |
| 1946                                                 | 42 618                   |                          | −6,8%                    |
| 1950                                                 | 59 452                   |                          | 39,5%                    |
| 1958                                                 | 74 022                   |                          | 24,5%                    |
| 1960                                                 | 81 263                   |                          | 9,8%                     |
| 1970                                                 | 108 512                  |                          | 33,5%                    |
| 1980                                                 | 129 307                  |                          | 19,2%                    |
| 1991                                                 | 159 557                  |                          | 23,4%                    |
| 2000                                                 | 169 254                  |                          | 6,1%                     |
| 2010                                                 | 181 579                  |                          | 7,3%                     |
| 2022                                                 | 200 124                  |                          | 10,2%                    |
| Est. 2024                                            | 207 775                  | [ 42 ]                   | 3,8%                     |
| Fontes: Censos Demográficos IBGE e Estimativas SEADE |                          |                          |                          |

### Dados demográficos
Em 2010, a população do município foi censeada pelo Instituto Brasileiro de Geografia e Estatística (IBGE) em 181 579 habitantes, sendo o quadragésimo segundo mais populoso do estado, apresentando uma densidade populacional de 155,54 habitantes por km². Segundo o censo, 87 337 habitantes eram homens e 94 281 habitantes eram mulheres. Ainda segundo o mesmo censo, 178 077 habitantes viviam na zona urbana e 3 502 na zona rural. Ainda segundo o censo, naquele ano o percentual de pessoas que viviam sozinhas no município era de 14%.
O Índice de Desenvolvimento Humano Municipal (IDH-M) de Araçatuba, considerado elevado pelo Programa das Nações Unidas para o Desenvolvimento (PNUD), é de 0,788, sendo o 40° maior de todo estado de São Paulo. A renda per capita em 2010 é de 1036,09 reais. O coeficiente de Gini, que mede a desigualdade social, era em 2013 de 0,47.

### Etnias
| Cor/Etnia | Percentagem |
| --------- | ----------- |
| Branca    | 65%         |
| Negra     | 4,75%       |
| Parda     | 28,0%       |
| Amarela   | 2,8%        |
| Indígena  | 0,1%        |

## Política e administração

### Poder Legislativo
| Vereadores de Araçatuba da Gestão 2021-2024 | Vereadores de Araçatuba da Gestão 2021-2024 |
| Nome                                        | Partido                                     |
| ------------------------------------------- | ------------------------------------------- |
| Dr. Alceu                                   | PSDB                                        |
| Maurício Bem Estar                          | PP                                          |
| Coronel Guimarães                           | União Brasil                                |
| Nelsinho Bombeiro                           | PV                                          |
| Arlindo Araújo                              | MDB                                         |
| Arnaldinho                                  | CIDADANIA                                   |
| Boatto                                      | MDB                                         |
| Cristina Munhoz                             | União Brasil                                |
| Dr. Jaime                                   | PSDB                                        |
| Antônio Edwaldo Dunga Costa                 | DEM                                         |
| Gilberto Batata Mantovani                   | PL                                          |
| Evandro Molina                              | PP                                          |
| Lucas Zanatta                               | PL                                          |
| Regininha                                   | Avante                                      |
| Wesley da Dialogue                          | Podemos                                     |
| Em negrito está o presidente da câmara      |                                             |

### Símbolos
A bandeira foi desenhada por Juvenal Paziam. Possui listras brancas, que representam a paz política e azuis, que representam o céu de Araçatuba. Ao total, nove listras, que significam a nona região administrativa do Estado. A primeira e a última listra são sempre brancas.
O brasão foi elaborado por Lauro Deodato em 1960. O escudo português possui um fundo prateado que indica nobreza, lealdade, e glória. É sustentado por uma rama de algodão à direita e uma rama de café frutificado à esquerda. Uma coroa de três torres mostra a defesa da cidade, logo acima do escudo. Em baixo, há a inscrição latina Compos Sui.
O hino do município foi escrito por Sarah P. Barbosa e a música é de José Raab. Foi oficializado em 1982, pela lei municipal nº 2.415.
Seu prato típico é o cupim casqueirado amparado pela Lei Municipal n°7324. A refeição foi criada por Sr. Sérgio Montoro do bar Kiara que era servido desde 1989.

### Cidades irmãs
- Arequipa (Arequipa, Peru)[53]

## Economia
Sua economia é historicamente ligada à pecuária, sendo conhecida como cidade do boi gordo e, posteriormente, cidade do asfalto. Um famoso pecuarista de Araçatuba, Tião Maia, fugiu para a Austrália por causa da ditadura. Atualmente, nas instalações de seu antigo frigorífico, funciona a Universidade Paulista (UNIP).
A topografia, solo e clima favoráveis ao cultivo da cana-de-açúcar, mão-de-obra especializada, facilidades de escoamento da produção e sede de um dos maiores terminais sucroalcooleiros do estado de São Paulo, favorecem a região.
Em 2008 era o 28° município do Estado de São Paulo em número de empresas atuantes. No ranking brasileiro, ficou na 89ª posição com 7.267 unidades.
Em 2010, dados do IPC Target indicavam que Araçatuba teria um consumo de R$ 2,63 bilhões ao ano, 18% maior que os dados de 2009 (R$ 2,22 bilhões) colocando assim Araçatuba no 39° no estado em capacidade de consumo. Em 2009 os habitantes da Classe E, com renda até R$ 410 no município representavam 1,1% da população total, sendo que em 2010 esse número foi reduzido para 0,7%. Para 2011 o potencial de consumo subiu para R$ 3,14 bilhões (alta de 19,25%  em relação ao ano anterior).
Dados da Secretaria de Estado de Desenvolvimento divulgados em maio de 2010, apontam o município com potencial de desenvolvimento em todos os seguimentos da economia (agropecuária, indústria, comércio e serviços), em virtude da mão-de-obra qualificada, transporte e infra-estrutura. Todavia, ainda apresenta lentidão na questão imobiliária e turística. No Índice Paulista de Responsabilidade Social ficou classificada como n° 2 (intermediária), numa classificação de 5 (piores condições) a 1 (melhores condições), que leva em conta a saúde, educação e renda da população.
Nas análises de economistas e de vários empresários, Araçatuba é a região que apresenta o maior potencial para desenvolvimento em todo o estado de São Paulo. Esta perspectiva, reforçada pela presença de fatores de desenvolvimento, como o Gasoduto Brasil-Bolívia, a Hidrovia Tietê-Paraná, a rodovia Marechal Rondon, o Aeroporto Dario Guarita e a Ferrovia Novo Oeste.
Com relação a geração de empregos Araçatuba ocupava em abril de 2010, de acordo com Cadastro Geral de Empregados e Desempregados, a 41ª posição no Estado de São Paulo em geração de empregos, obtendo o melhor índice da região a que pertence. De abril de 2009 até abril de 2010, Araçatuba já teve contratados 23.330 funcionários. No mesmo período, 21 379 pessoas foram demitidas nas empresas do município. Finalizou 2010 com 2.720 novas vagas e 26.400 trabalhadores contratados.
O número de empresas com mais de 100 funcionários em 2011 é de 29, sendo que destas 18 cumprem a Lei de Cotas para deficientes físicos.
No Ranking de Eficiência de Municípios – Folha (REM-F), que mede a eficiências das prefeituras em disponibilizar serviços básicos com menor uso de diinheiro público, Araçatuba está na 52° posição em 5281 municípios.
Sua renda per capita é a segunda maior da região (R$ 1.036,09), ficando atrás de Ilha Solteira (R$ 1.063,04) em 2010. A expectativa de vida ao nascer é de 75,46 anos. Em 2018, seu potencial de consumo, segundo o IPC Maps, pesquisa realizada pela IPC Marketing Editora, é de R$ 6,277 bilhões.

### Indústria

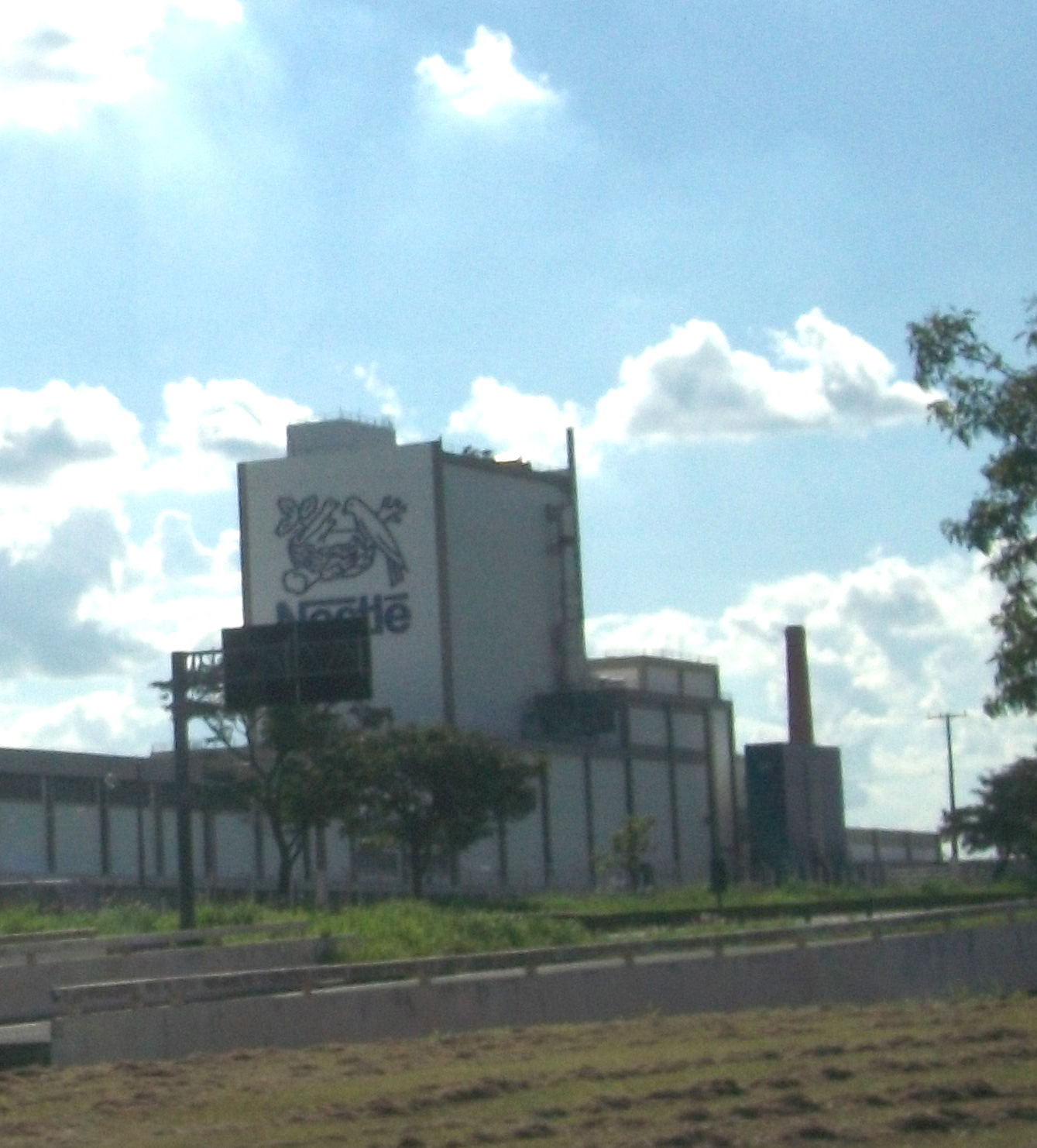
Instalação da Nestlé localizada em Araçatuba

De processamento de leite a máquinas de lavar roupas, passando por extrato de tomate e conservas, móveis planejados, criação e abates de avestruz e medicamentos fitoterápicos, equipamentos hospitalares e fios cirúrgicos, produtos químicos e de instrumentação de alta tecnologia.
O setor de confecções também é importante vocação econômica do município. Entre 2010 e 2011, oitenta e seis pequenas e médias indústrias fabricam em média 180 mil peças de roupas por mês. O setor tem merecido atenção especial do poder público através de investimentos para formação de mão-de-obra especializada e de cooperativas de produção e trabalho.
Em setembro de 2007 a Nestlé inaugurou uma fábrica de fórmulas infantis na cidade.
Em 2018, os serviços de limpeza urbana em Araçatuba passaram à gestão da Monte Azul Engenharia, que sucedeu a Revita Engenharia S/A, responsável pelo serviço desde 2012.

### Agricultura e pecuária

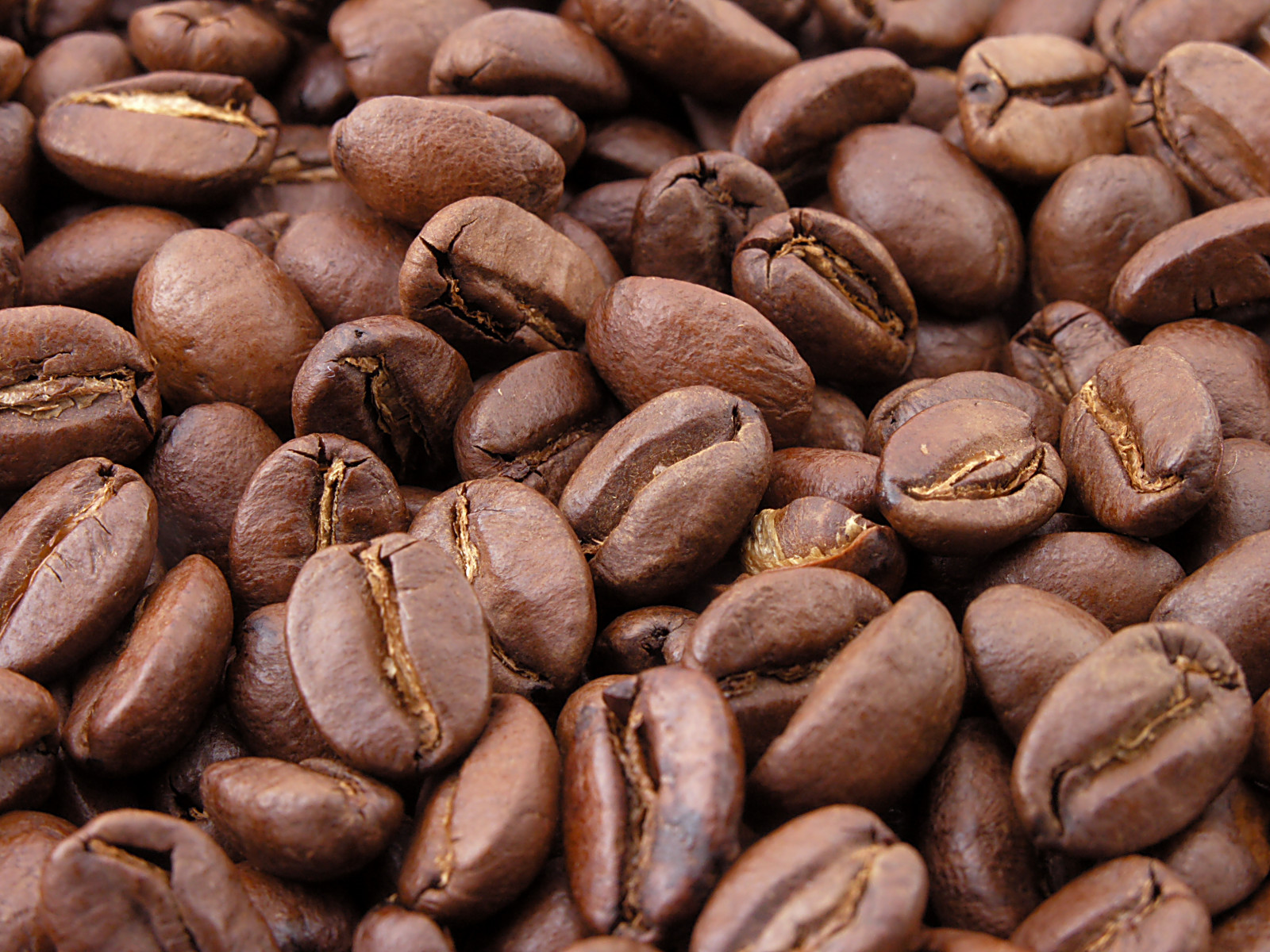
Café.

Por volta do ano 1908, a ferrovia Noroeste do Brasil chegava até Araçatuba. O Brasil tinha como ponta da economia a cafeicultura. É neste cenário que a cidade surge, momento de ocupação de terras no Oeste do estado e expansão das lavouras do café.
Antes da ferrovia, esta região era habitada pelos índios caingangues. Até o início de 1920, as terras não eram muito procurada por desbravadores.
Somente após a construção de um loteamento de terras na cidade de Birigui e formação de colônias japonesas e italianas, a cidade passou a ser alvo de pessoas com vontade de estabelecer-se nas terras. De 1926 até 1930 foram 13365 imigrantes, sendo japoneses, italianos, espanhóis e portugueses os mais importantes.
Em 1929 a crise da bolsa de valores de Nova Iorque deu um golpe nas plantações de café aqui existentes. Já na década de 1940, a produção começa a cair. Em 1943 uma geada interferiu drasticamente na lavoura daquele ano. Assim a melhor solução para o declínio da produção do café eram a associação de outras culturas como arroz, feijão, milho, e pastagem para o gado.

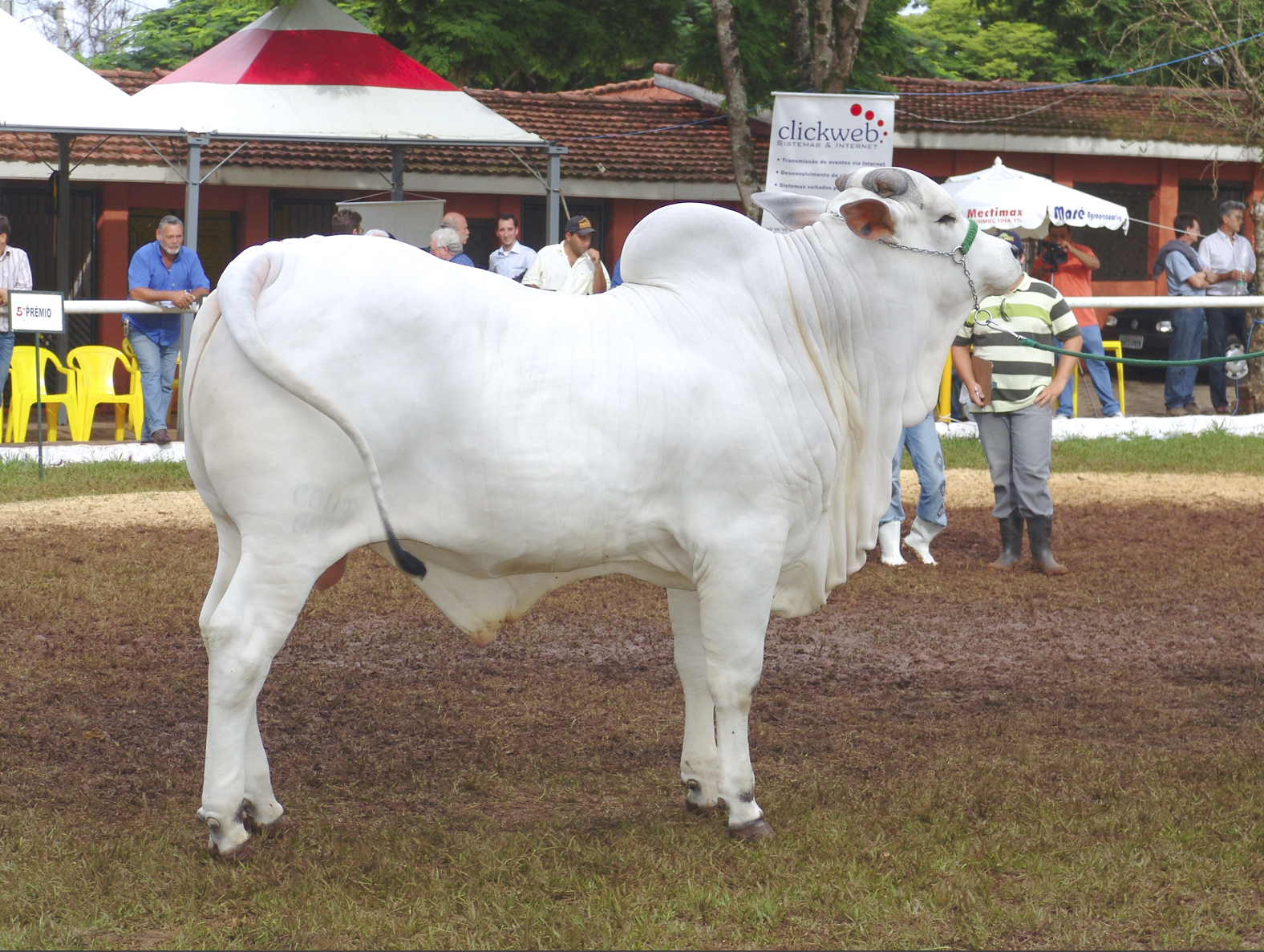
Gado.

O gado vinha de Goiás e Mato Grosso, chegava muito magro nas cidades da região. Desta forma os produtores tornaram-se especialista na engorda bovina.
O café e as outras culturas ainda permaneceram de 1930 até 1960. Neste período importantes empresas instalaram-se na cidade: Matarazzo, Anderson Clayton, Brasmen e Sanbra especializadas no processamento de oleaginosas e grãos.
Na década de 1960, a cidade recebe o nome de Cidade do boi gordo, devido ser o maior centro produtivo de gado de corte do Estado de São Paulo. Até hoje, Araçatuba é uma das principais cidades da pecuária de corte do Brasil. Porém, a região transforma-se gradativamente em pólo do setor sucroalcooleiro.

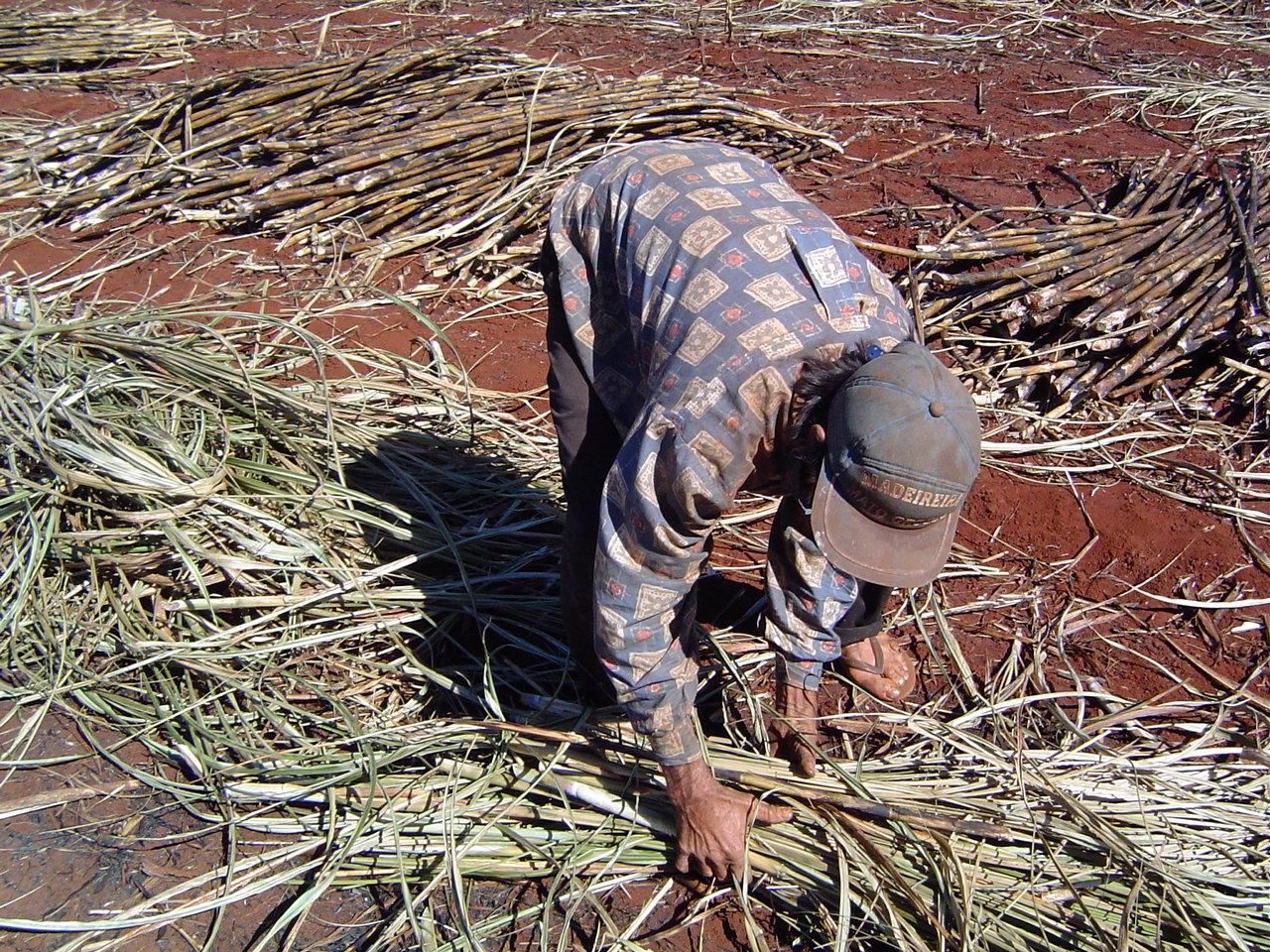
Corte de cana-de-açúcar.

Em 1974 ocorreu a crise do petróleo, sendo assim criado pelo governo federal o Próalcool. Assim o Conselho Municipal de Desenvolvimento Integrado de Araçatuba, propõe uma campanha para instalar 22 unidades produtoras de álcool na cidade.
A cana-de-açúcar ocupava 10% da área cultivada da região em 1987. As usinas Destivale, Aralcool, Alcoazul e Cruzalcool produziam em ritmo acelerado. Atualmente a cidade é o novo pólo do setor sucroalcooleiro. Araçatuba em 2009, era responsável pela produção de 47% da energia limpa do Estado de São Paulo.
A produção de banana em Araçatuba em 2010 foi de 5045 toneladas a 23ª maior do Estado de São Paulo.

### Índice FIRJAN de desenvolvimento dos municípios
| Título           | Posição | IFDM   | Emprego e renda | Educação | Saúde  |
| ---------------- | ------- | ------ | --------------- | -------- | ------ |
| Posição nacional | 160°    | 0,7806 | 0,6259          | 0,5593   | 0,9145 |

| Título           | Posição | IFDM   | Emprego e renda | Educação | Saúde  |
| ---------------- | ------- | ------ | --------------- | -------- | ------ |
| Posição nacional | 157°    | 0,8042 | 0,6886          | 0,9005   | 0,8234 |

| Título           | Posição | IFDM   | Emprego e renda | Educação | Saúde  |
| ---------------- | ------- | ------ | --------------- | -------- | ------ |
| Posição nacional | 77°     | 0,8275 | 0,7750          | 0,8897   | 0,8180 |

| Título           | Posição | IFDM   | Emprego e renda | Educação | Saúde  |
| ---------------- | ------- | ------ | --------------- | -------- | ------ |
| Posição nacional | 106°    | 0,8380 | 0,8008          | 0,9225   | 0,7908 |

| Título           | Posição | IFDM   | Emprego e renda | Educação | Saúde |
| ---------------- | ------- | ------ | --------------- | -------- | ----- |
| Posição nacional | 191°    | 0,8224 | 0,7705          | 0,9299   | 0,766 |

| Título           | Posição | IFDM   | Emprego e renda | Educação | Saúde  |
| ---------------- | ------- | ------ | --------------- | -------- | ------ |
| Posição nacional | 232°    | 0,8249 | 0,7952          | 0,9322   | 0,7473 |

| Título           | Posição | IFDM   | Emprego e renda | Educação | Saúde  |
| ---------------- | ------- | ------ | --------------- | -------- | ------ |
| Posição nacional | 191°    | 0,8305 | 0,7930          | 0,9385   | 0,7598 |

## Infraestrutura urbana

### Educação
Araçatuba também é um grande centro regional estudantil com cerca de 10 mil estudantes universitários, possuindo 8 universidades, 2 públicas e 6 particulares. É um grande pólo formador de mão-de-obra especializada, abrigando estudantes de todo o Brasil e ascendendo o mercado imobiliário.
No campo de ensino administrado pela prefeitura possui 64 escolas de ensino infantil e fundamental. Mesmo assim, ainda há um déficit de 780 vagas em escolas municipais.
Possui uma das menores taxas de analfabetismo da população adulta entre as cidades-sede de região administrativa do Oeste Paulista.[carece de fontes?]
Funcionam também em Araçatuba escolas profissionalizantes como o SENAI – Serviço Nacional de Aprendizagem Industrial, o SENAC – Serviço Nacional de Aprendizagem Comercial e SESI – Serviço Social da Indústria.
Apesar disso, dados do Tribunal Superior Eleitoral mostram que 31,79% do eleitorado araçatubense não possui o primeiro grau completo. Ao total, o município possui registrados 134 971 eleitores, destes 42 911 estão nesta situação. 28 083 eleitores possuem o primeiro grau completo.
A cidade conta com dois campos da Unesp (odontologia e veterinária).

### Saúde
Para atendimento da população, estão disponíveis o Pronto Socorro Municipal, Pronto Socorro Odontológico, a Santa Casa de Araçatuba, o Núcleo de Hemoterapia e Hematologia de Araçatuba (Hemocentro), 18 Unidades Básicas de Saúde, Núcleos de Gestão Ambulatorial e o Ambulatório Médico de Especialidades, que atendem pelo Sistema Único de Saúde.
Em construção estão mais 3 Unidades Básicas de Saúde e 2 UPAS.
Para serviços de resgate e emergência, conta com com ambulâncias do SAMU com regulação médica no próprio município e do resgate do Corpo de Bombeiros. Possui 2,71 leitos para cada mil habitantes, totalizando 495 lugares.
A Santa Casa de Araçatuba recebeu em 2010, nota 8,79 na Pesquisa de Satisfação dos Usuários do SUS realizada no ano anterior.
Até maio de 2010, 1,3 mil moradores faziam tratamento contra a AIDS no município. Desde 1985 até 2010, foram registradas 541 mortes por AIDS.
Em 2010, foi registrado casos de vírus da raiva em animais.
A principal causa de morte no município são as doenças do aparelho circulatório. Em 2009, 206 pessoas morreram devido a este tipo de complicação. Araçatubenses morrem mais de infarto e AVC, seguidos de câncer.
Dados do censo realizado em 2010 pelo IBGE mostram que Araçatuba possui 21% de sua população com algum tipo de deficiência. Em 2000 a taxa era de 13%.

### Transportes

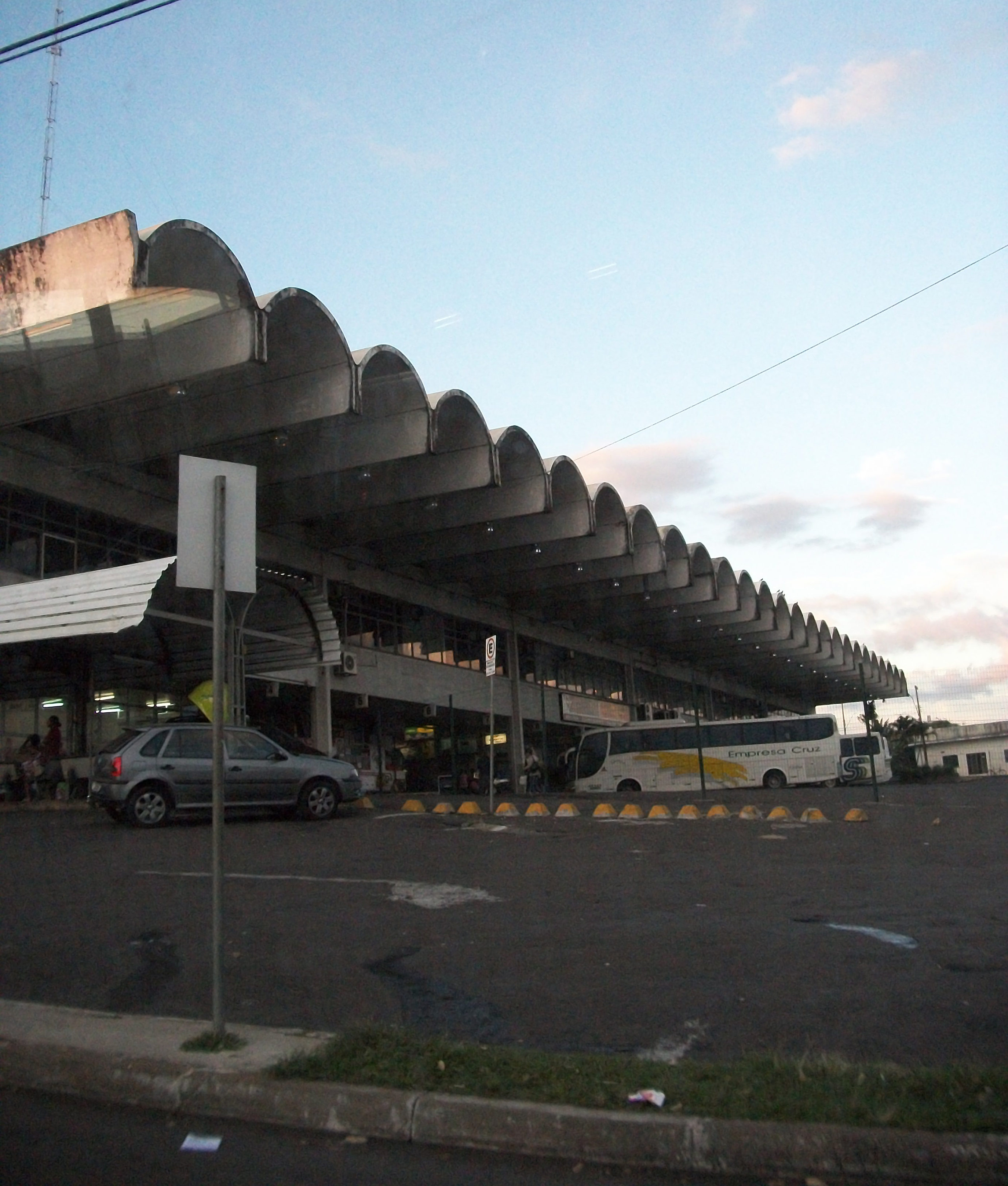
A Rodoviária de Araçatuba, construída entre 1969 e 1970

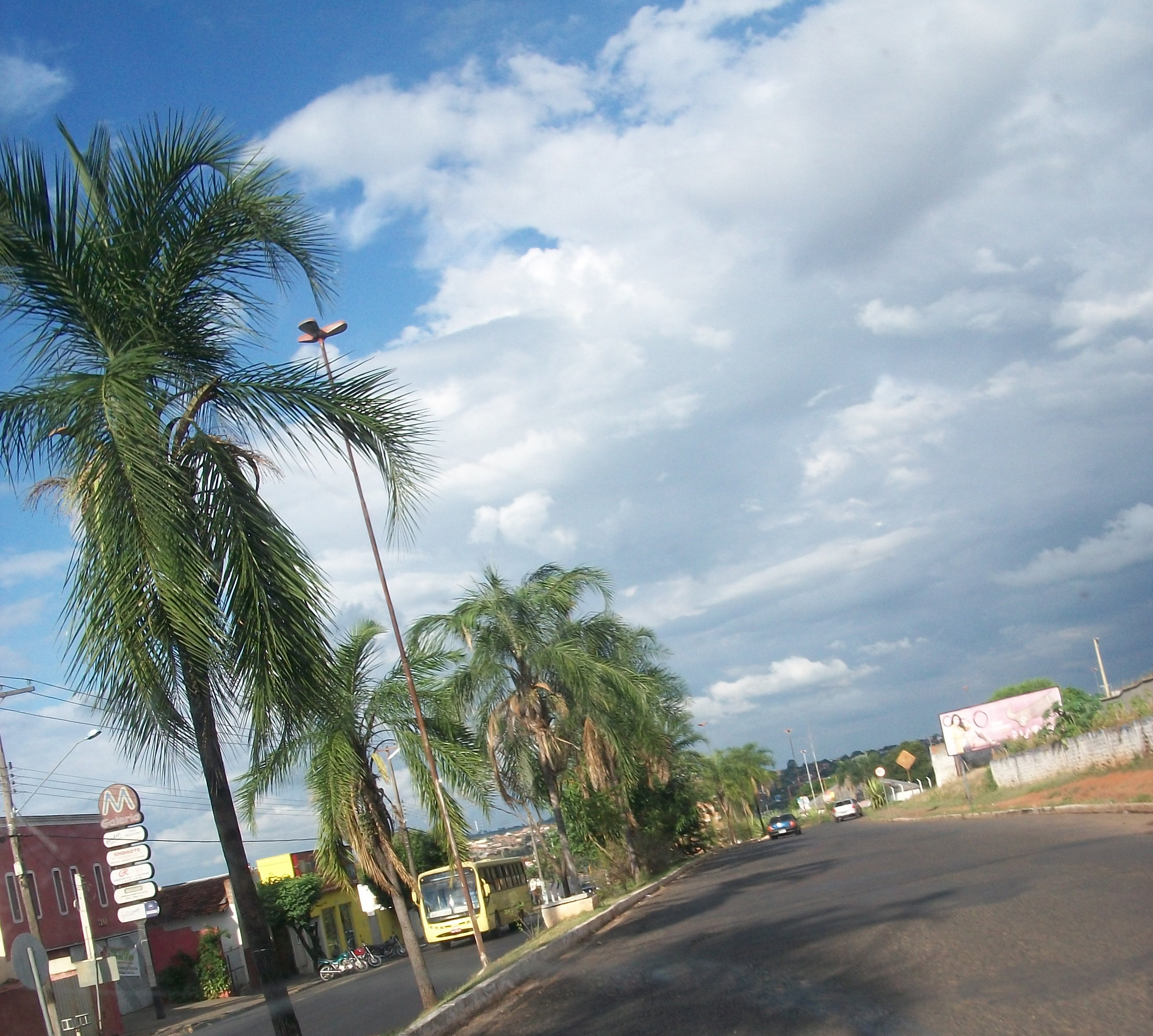
Vista da Avenida dos Fundadores.

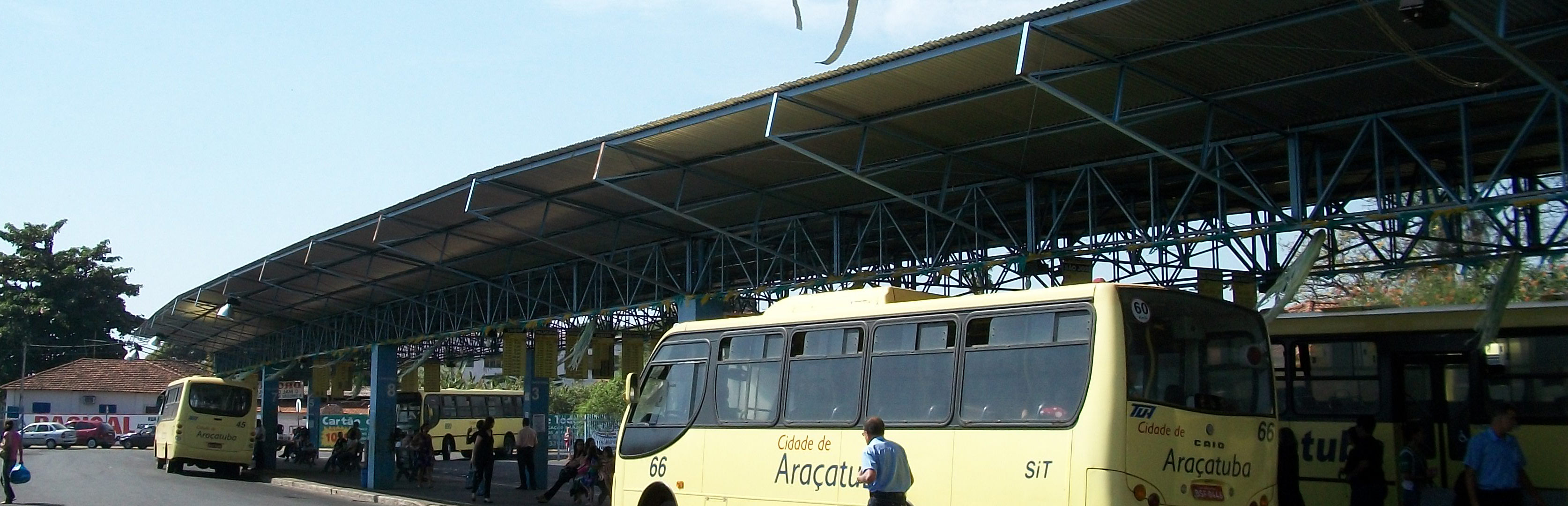
Terminal urbano de ônibus no centro de Araçatuba

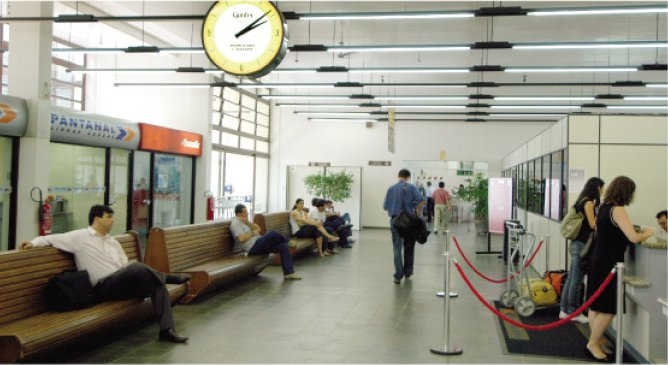
Interior do Aeroporto de Araçatuba Dario Guarita.

Araçatuba apresenta, em sua topologia, relevo predominantemente plano, o que favorece o tráfego de bicicletas, com uma frota de aproximadamente 60 mil unidades, apesar de existir apenas uma ciclofaixa no município.
Por estar situada às margens da Linha Tronco da Estrada de Ferro Noroeste do Brasil, o transporte ferroviário era tradicional em Araçatuba, ligando a cidade à Bauru e ao estado do Mato Grosso do Sul, no Centro-Oeste brasileiro. Nos anos 90, houve a construção de uma nova estação e um novo pátio ferroviário fora do perímetro urbano pela Rede Ferroviária Federal, para melhor tráfego de cargueiros e trens de passageiros de longa distância. Esses últimos operaram na cidade até o ano de 1993, e em 1996, a linha férrea foi privatizada para o transporte de cargas.
O centro da cidade, antigamente ocupado pelos trilhos da linha original da RFFSA, deu lugar à Avenida dos Araçás, importante polo econômico e de circulação de automóveis da cidade, onde são realizadas as comemorações de Carnaval, Independência do Brasil e o aniversário do município. Neste mesmo local da cidade existe um terminal de ônibus que centraliza os destinos para diversos bairros da cidade, controlados pela única empresa de transportes urbanos do município, a Transportes Urbanos Araçatuba. Em relação a carros adaptados para pessoas com deficiência a proporção em 2010 era de um veículo adaptado para cada grupo de 18,2 mil moradores, perfazendo um total de 10 veículos com adaptação. O total da frota é de um ônibus para cada 4,2 mil habitantes.
Junto ao prédio da administração municipal fica localizada a rodoviária, com diversas empresas rodoviárias, além de pontos de ônibus da TUA, empresa de transportes local. Possui também um aeroporto estadual, o Dario Guarita e uma estação ferroviária, atualmente desativada e distante à 15 km de sua região central.
É o terceiro município em número de motos no país, sendo em 2011, um total de 24,6 motos a cada 100 habitantes.
Frota
Em 2000, a frota de veículos em Araçatuba totalizava 68 776 veículos. Em julho de 2020, o número era de 176 501.
| Tipo de veículo | Números (março de 2013) |
| --------------- | ----------------------- |
| Automóveis      | 83806                   |
| Caminhões       | 3595                    |
| Caminhão-trator | 1203                    |
| Camionetas      | 11477                   |
| Motocicleta     | 45324                   |
| Motonetas       | 14875                   |
| Ônibus          | 839                     |
| Micro-ônibus    | 323                     |

Urbano
O município conta atualmente com 28 Linhas de Ônibus diurnas, que circulam pela cidade em intervalos de  30 minutos, e 13 Linhas de Ônibus noturnas, que também funcionam o dia todo aos domingos e feriados, que circulam pela cidade em intervalos de 60 minutos. Todas as informações, como pontos de ônibus, linhas e horários estão disponíveis no aplicativo Moovit. A cidade conta com apenas uma empresa de transporte, a TUA - Transportes Urbanos Araçatuba.
É regulado também o serviço de moto-táxi, onde os moto-taxistas devem utilizar identificação na moto e no colete e a empresa que disponibiliza o serviço deve possuir alvará de funcionamento junto a prefeitura. Existem também bolsões para moto-taxistas independentes. O município foi o primeiro do país a regulamentar o serviço através de lei no ano de 2001.
As rodovias que passam próximo ao município ou o cortam são as rodovias SP-300 - Via Marechal Rondon e SP-463 - Rod. Elyeser Monte Negro Magalhães.
Em 2018, o serviço de transporte oferecido por aplicativo iniciou suas operações no município.
Ferroviário
A atual Estação Ferroviária de Araçatuba, inaugurada em 1992 e distante à 15 km de seu centro, se encontra às margens da Linha Tronco da Estrada de Ferro Noroeste do Brasil, ferrovia que pertenceu à antiga Rede Ferroviária Federal (RFFSA) e que possui um dos mais importantes pátios ferroviários do país, tornando a cidade, um importante polo econômico para exportações por meio do tráfego de trens cargueiros.
No local, também foram operados os tradicionais trens de passageiros de longo percurso que ligavam Araçatuba às cidades de Bauru (em São Paulo) e Corumbá (no Mato Grosso do Sul), cuja grande demanda atendida, mantinha uma movimentação intensa de turistas e visitantes na cidade. Em janeiro de 1993, a operação local dos trens de passageiros foi desativada. A partir de 1996, a SR-10 da RFFSA, do qual a Noroeste fazia parte, foi entregue à iniciativa privada para operação do transporte de cargas, estando concedida atualmente à Rumo Logística, como parte da chamada ''Malha Oeste''. A estação ferroviária, no entanto, se encontra desativada e abandonada.
Nos anos anteriores, o município possuiu uma antiga estação ferroviária da linha original operando em sua região central, porém o aumento do tráfego de veículos nas ruas, a movimentação intensa do comércio local e a ausência da construção de viadutos que desafogassem o trânsito local e melhorassem o deslocamento de carros, ônibus e motos, fizeram com que a RFFSA desviasse o trajeto da linha férrea para um novo local e construísse uma nova estação ferroviária juntamente a um novo pátio para abrigar os trens, no início da década de 90. Com isso, a antiga estação teve os seus trilhos retirados e o seu leito asfaltado e convertido na atual Avenida dos Araçás.
Havia também na região central, um antigo entroncamento com o Ramal de Lussanvira, também pertencente à antiga Noroeste do Brasil e que ligava Araçatuba ao município de Pereira Barreto. O ramal foi desativado em 1961 e erradicado alguns anos depois, através de um decreto federal. Parte de seu antigo leito foi posteriormente reaproveitado na construção de um lago artificial da Barragem Três Irmãos.
Aéreo
Possui ainda um aeroporto, o "Dario Guarita", que está em quarto lugar no número de movimentação no interior do Estado de São Paulo, atrás dos aeroportos de Ribeirão Preto, São José do Rio Preto e Presidente Prudente. Até agosto de 2011 foram registrados cerca de 75,5 mil passageiros, de voos regulares e não-regulares.
Araçatuba possui duas empresas aéreas em atuação no aeroporto, com voos para Campinas e Guarulhos.

### Segurança
O ano de 2002 registrou 38 homicídios no município. Em 2005, Araçatuba assinalou 2 364 crimes de furto, 28 homicídios e 131 roubos de automóveis. Dados de 2007 revelam a ocorrência de 20 assassinatos, 59% a menos que em 2006, e 2 855 crimes de furto. Em relatório divulgado em 2010 pelo Instituto Sangari, Araçatuba ocupava a posição 259º dos municípios brasileiros em taxa de homicídios na população de 15 a 24 anos, apontando uma queda do número total nos últimos anos (2003-2007). Em 2010, no primeiro trimestre, ocupava a 11ª posição em número de homicídios no ranking dos 71 municípios com mais de 100 mil habitantes. Um relatório da Secretaria de Segurança Pública do estado de São Paulo indicava Araçatuba como uma das cidades mais violentas da região noroeste em 2010, com 26 homicídios registrados, 85% maior que no ano anterior.
Com relação a casos de abuso sexual contra crianças, Araçatuba apresentou, de acordo com a Secretaria de Ação Social do município, 57 casos em 2008 e 72 casos em 2009.
Em 2011, dados da Secretaria de Segurança Pública do estado indicavam a ocorrência de 14 homicídios, 54 estupros, 686 roubos, 2 439 furtos e 229 furtos de veículos.
Entre 2000 e 2010, o índice de homicídios em Araçatuba cresceu 19,4%, em contraste com a queda de 67% registrada no estado. No período de 2000 a 2020, o maior registro ocorreu em 2004, com 49 casos, e o menor em 2009, com 14. Em 2020, o município contabilizou aproximadamente 30 homicídios.
| Ano  | N° de homicídios |
| ---- | ---------------- |
| 2000 | 36               |
| 2002 | 38               |
| 2003 | 24               |
| 2004 | 29               |
| 2005 | 22               |
| 2006 | 17               |
| 2007 | 15               |
| 2010 | 43               |

No município atuam a Polícia Militar, e uma unidade do BAEP (Batalhão de Ações Especiais de Polícia), Polícia Civil, Polícia Federal e a Guarda Municipal, que atua na orientação e fiscalização do trânsito, e na segurança de prédios municipais e vias públicas. A Guarda Municipal existe oficialmente desde 1949 e foi criada pelo ex-prefeito Joaquim Geraldo Corrêa. Todavia, sua existência data de 1930 criada provisoriamente pelo ex-prefeito Edgar Joaquim Bastos.
Existem em Araçatuba duas unidades da Fundação Casa que abrigam menores infratores.[carece de fontes?]

### Saneamento
O serviço de abastecimento de água da cidade era feito pela autarquia Departamento de Água e Esgoto de Araçatuba (DAEA) até 2012. A partir de 10 de novembro de 2012, o serviço foi concedido para a empresa Soluções Ambientais de Araçatuba (SAMAR). No quesito saneamento básico dados de 2010 mostram que a cidade possui cobertura de 99% de coleta de lixo residencial; 97% de cobertura de água e 97% de cobertura de esgoto.

### Energia
No município, o serviço de abastecimento de energia é feito pela Companhia Paulista de Força e Luz (CPFL).

### Comunicações
O sistema de telefones automáticos foi inaugurado na cidade em 1956 pela Cia. Telefônica Rio Preto, empresa administrada pela Companhia Telefônica Brasileira (CTB). Já o sistema de discagem direta à distância (DDD) foi implantado em 1977 pela Telecomunicações de São Paulo (TELESP) com o código de área (0186).
Na década de 90 o código DDD da cidade foi alterado para (018), para padronização do sistema telefônico com a telefonia celular que estava sendo implantada em todo o estado.
O serviço de telefonia móvel é oferecido por diversas operadoras. Em 2015, Araçatuba possuía 41 849 pontos de internet de banda larga.Em 2023 a tecnologia 5G
chegou ao município.

### Áreas verdes
- Parque Ecológico Baguaçu - criado em 1988, possuí uma trilha junto as margens do ribeirão Baguaçu. Sua área total compreende 9 hectares.[119] Antigamente a área era uma pedreira que foi reflorestada.[120]
- Zoológico Municipal Dr. Flávio Leite Ribeiro - Situado em área urbana, abriga 20 espécies de animais, num total de 270 animais em 2021.[121]
- Parque da Fazenda - Possui árvores frutíferas e nativas, além de trilhas.

## Cultura e lazer

### Expressão típica
A expressão "vôti, véio", que significa espanto, é popular entre os moradores da cidade e nasceu na região.[carece de fontes?] A expressão "vôti" existe na região Nordeste.

### Exposição agropecuária
Evento tradicional do setor agropecuário, ocorre anualmente no Recinto de Exposições Clibas de Almeida Prado. É a terceira maior festa deste tipo do Brasil.

### Patrimônio histórico
- Casa de Cultura Professor Adelino Brandão[124]
- Museu Histórico e Pedagógico Marechal Cândido Rondon, construído em 1921, inicialmente conhecido como Casa do Engenheiro, pois era residência do engenheiro mestre da Estrada de Ferro Noroeste do Brasil.[124]
- Capela Santo Onofre - erguida em 1915.[124]

### Esportes
O ano de 1914 é o início das primeiras práticas esportivas da cidade. O América Futebol Clube jogava na Praça Rui Barbosa. Com seu uniforme preto eram conhecidos como urubus. Em 1917 veio a surgir outro time: Esporte Clube Noroeste.
A equipe da Associação Esportiva Araçatuba, a AEA, fundada em 15 de dezembro de 1972, representa a cidade no futebol paulista, atuando na primeira divisão de 1995 a 2000, sendo três vezes campeã da segunda divisão paulista, tendo como mascote o Canário e como maior rival o Bandeirante Esporte Clube, da cidade vizinha de Birigui.
Até a fundação da AEA, (Associação Esportiva Araçatuba) em 1972, Araçatuba abrigou os times São Paulo, Ferroviário Esporte Clube, Araçatuba Futebol Clube, Flamengo Futebol Clube, Assistência e T. Maia, que foi o último a anteceder a AEA, sendo que todos disputaram as divisões inferiores do estado.
Há também o time Atlético Esportivo Araçatuba, conhecido como Tigrão, fundado em 5 de outubro de 2002, que chegou até a série A3 do futebol paulista em 2010, após ser vice campeão da Série B paulista (4ª divisão), se afastando após a 9ª colocação em 2010, quando tentou retornar ao profissionalismo, propondo, sem sucesso, se fundir com a Associação Esportiva Araçatuba. Atualmente, as duas equipes disputam a série B do campeonato paulista, mandando seus jogos no Estádio Municipal Adhemar de Barros.
No basquete feminino, a cidade teve grande representatividade no cenário nacional no auge da modalidade, desde o final da década de 1980 até o final da década de 1990, revelando grandes atletas que chegaram à seleção brasileira, com destaque para as três irmãs Luz, filhas do treinador Nelson Luz, o popular Morto, que figuraram na seleção e até na WNBA. 

### Música
Em 1915, surgia a banda Progresso de Araçatuba, regida pelo maestro Aquilino Silva, que tinha seu foco em dobrados, mazurcas e maxixes. Depois em 1917, veio a surgir a Lira Araçatubense. No ano seguinte, mais bandas vieram a surgir: uma regida pelo maestro Alcindo Nunes e a banda União Operária de Araçatuba.
No Dia do Trabalho do ano de 1919, fundiram-se a banda de Alcindo Nunes e a União Operária de Araçatuba, sob regência de Zico Seabra.[carece de fontes?]
Em 2010 a Fanfarra Municipal de Araçatuba (FAMA) conquistou três prêmios no 1º Concurso Nacional de Fanfarras e Bandas, realizado em São Sebastião, cidade do litoral norte de São Paulo. Até aquele ano, o grupo musical fundado em 1994, já havia conquistado cinco campeonatos nacionais e estaduais. Em 2010 foi hexacampeã no Concurso de Fanfarras de Francisco Morato.

### Biblioteca

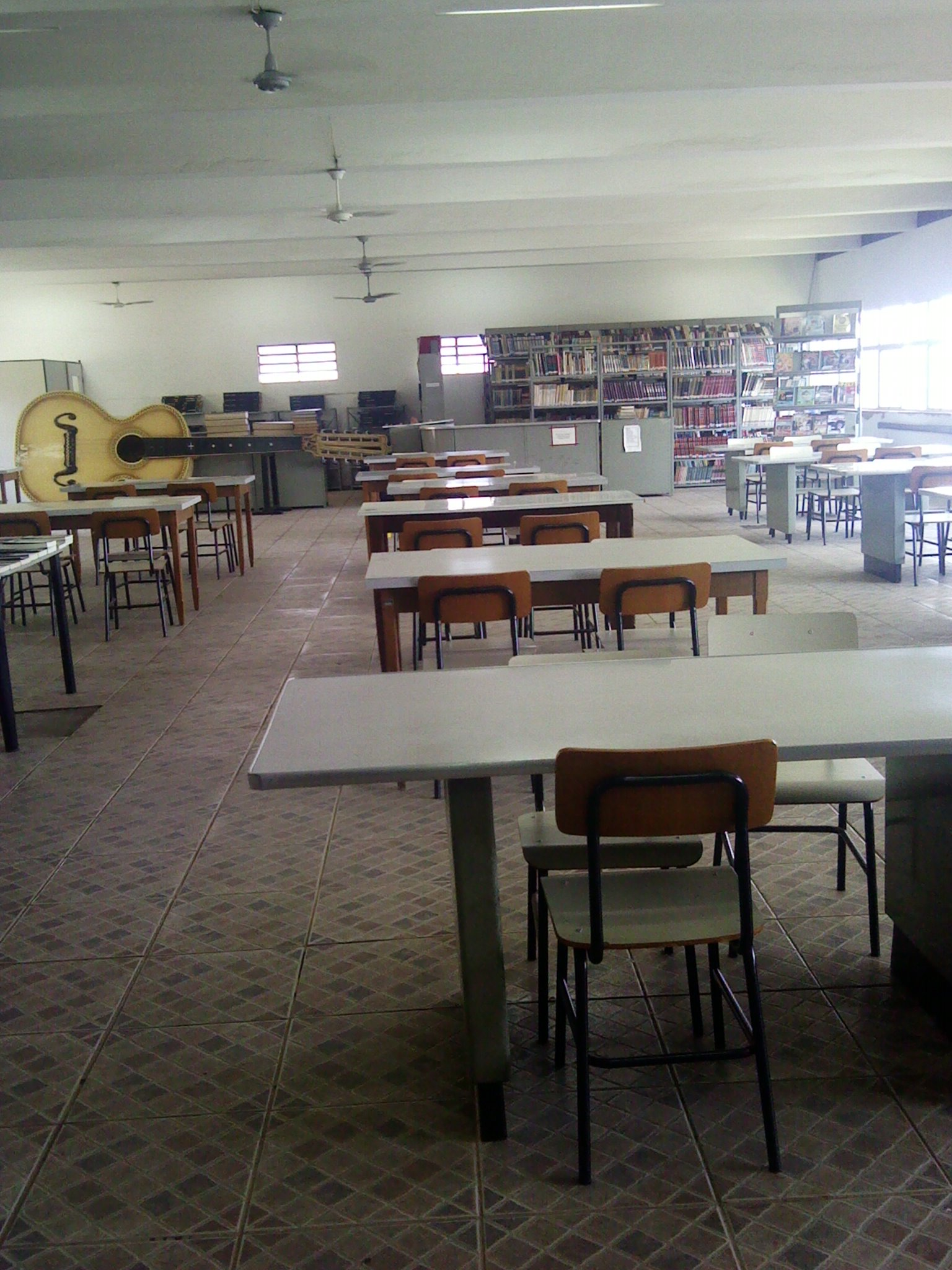
Interior da Biblioteca Rubens do Amaral

A Biblioteca Pública Municipal Rubens do Amaral possui diversas obras em seu acervo, revistas e registros de todos os jornais da cidade. Disponibiliza o Programa Acessa São Paulo, que permite que usuários acessem a Internet. Ao total, a biblioteca conta com 62 mil títulos.

### Museus
Araçatuba possui 6 museus: Museu Histórico e Pedagógico Marechal Cândido Rondon; Museu do Som, Imagem e Comunicação; Museu Rintaro Takahashi; Museu de Arte Infanto-Juvenil e Museu de Artes Plásticas.
O Museu Histórico e Pedagógico Marechal Cândido Rondon, localizado na antiga casa do engenheiro da Estrada de Ferro Noroeste do Brasil (NOB), reúne peças de valor histórico da ocupação de Araçatuba. O acervo possui aproximadamente 8 mil peças: móveis, objetos pessoais, ferramentas e equipamentos utilizados nas ferrovias que motivaram a ocupação da região, roupas, selos, moedas, cédulas, fotos, documentos etc. Os objetos foram cedidos pelos descendentes das famílias dos pioneiros da construção de Araçatuba. Em 2006, o museu recebia em torno de 500 a 800 visitantes por mês. Foi tombado pelos órgãos competentes em 1994.
O Museu do Som e Imagem, mantido pela Universidade Aberta da Melhor Idade, inaugurado em 5 de maio de 2004, possui em seu acervo diversos equipamentos como máquinas de calcular, instrumentos musicais, máquinas fotográficas, máquinas de escrever antigas, projetores de cinema, vitrolas, etc. 
Já o Museu Rintaro Takahashi, de origem particular e inaugurado em 2005, possui aproximadamente 2 mil peças que mostra a história dos primeiros desbravadores da região e dos povos nativos. Também é possível encontrar fósseis, pedras de distintas épocas geológicas, objetos da cultura japonesa, entre outros.

## Pessoas ilustres
- Araçatubenses notórios

## Religião

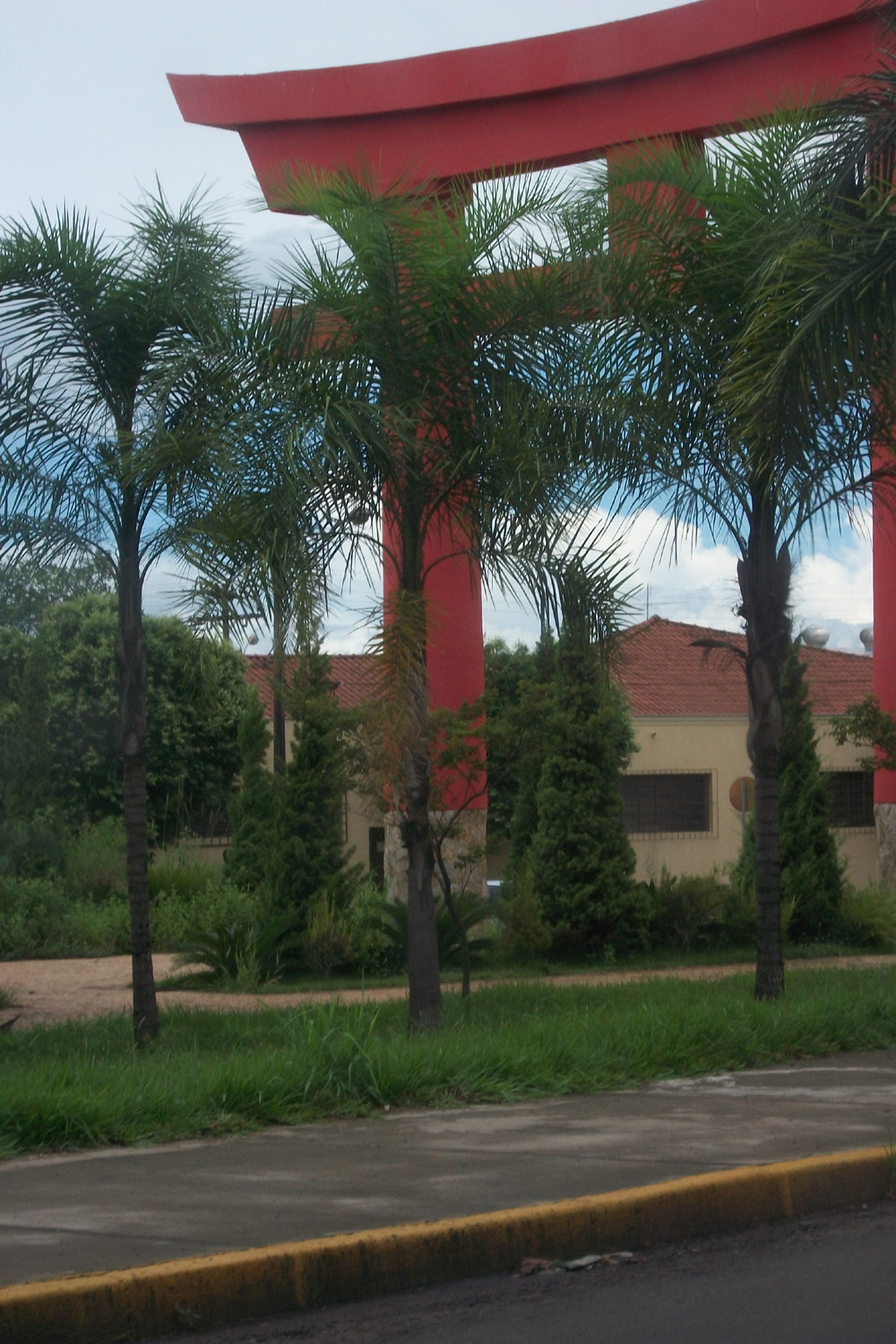
Torii localizado no entroncamento das avenidas dos Araçás, Mário Covas e Waldemar Alves, marcando a transição entre o mundo humano e o dos kamis.

Tal como a variedade cultural em Araçatuba, são diversas as manifestações religiosas presentes na cidade. Embora tenha se desenvolvido sobre uma matriz social eminentemente católica, é possível encontrar na cidade dezenas de denominações protestantes diferentes.
De acordo com dados do censo de 2010 realizado pelo Instituto Brasileiro de Geografia e Estatística (IBGE), a população de Araçatuba naquele ano era composta por: 99 095 católicos (54,57%), 53 112 evangélicos (29,25%), 14 705 pessoas sem religião (8,09%), 6 110 espíritas (3,36%), 1 737 testemunhas de Jeová (0,96%), 330 umbandistas e candomblecistas (1,81%), 48 judeus (0,03%), 527 de religiões orientais (2,9%) e 1.127 (6,1%) divididos entre outras religiões.
O Cristianismo se faz presente na cidade da seguinte forma:

### Igreja Católica

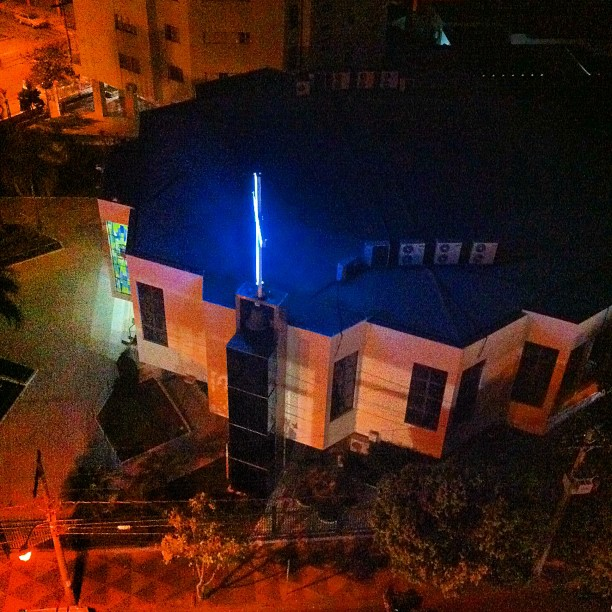
Catedral Nossa Senhora Aparecida, de estilo sextavado.

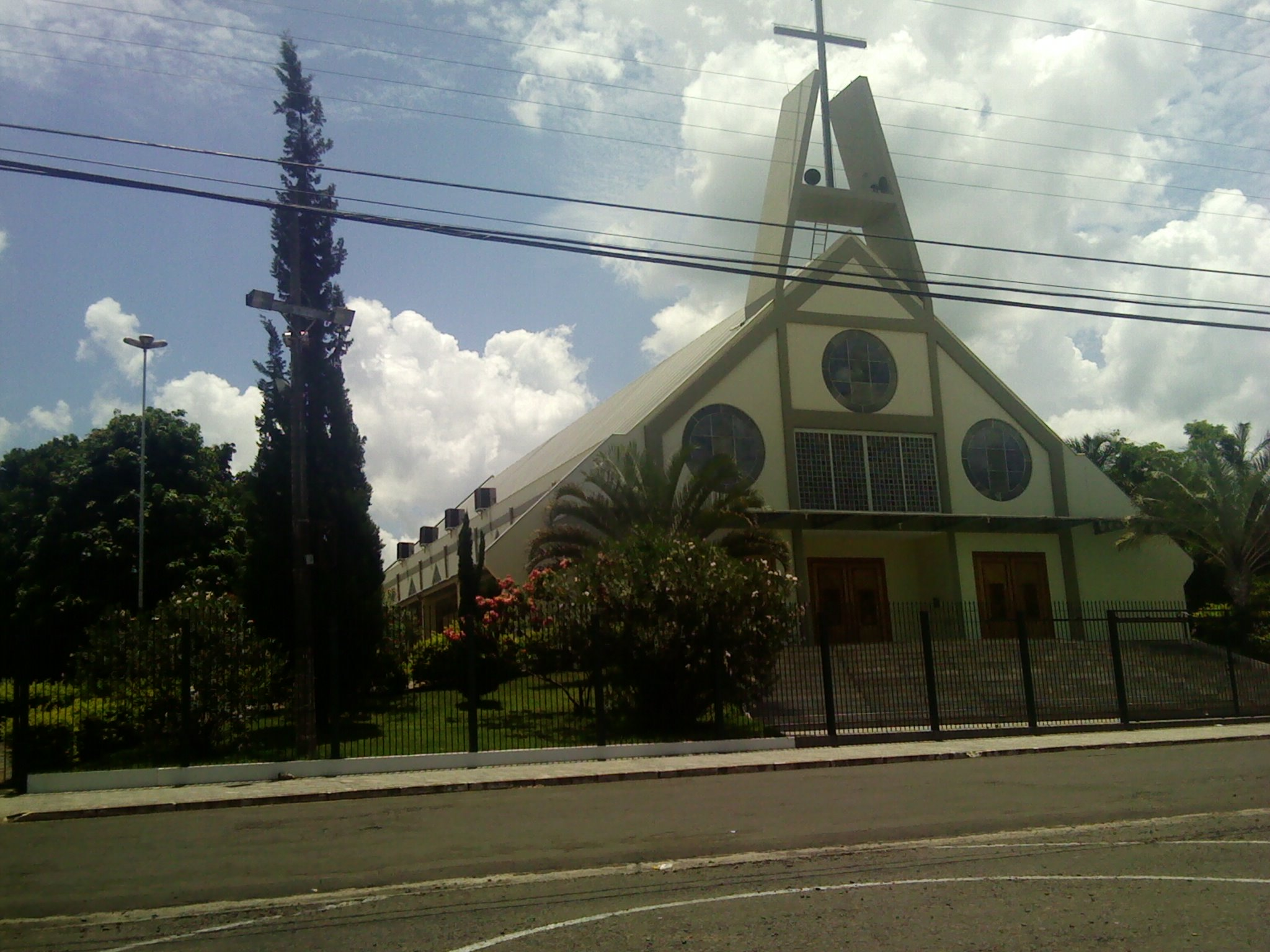
Paróquia Imaculado Coração de Maria.

- A igreja é sede da Diocese de Araçatuba.[133]

Entre 1912-1914, foi erguida uma capela em Araçatuba em homenagem a Santo Onofre. A capela era bem simples, construída de tábuas de madeira. Foi construída no mesmo local onde hoje está instalada a catedral. Em 1919, a capela foi inaugurada pelo frei Ricardo Deno.
A segunda capela em homenagem ao santo começou a ser erguida em 1919 e veio a ser concluída em 1921. Também em 1921, o bispo Dom Lúcio Antunes de Souza veio até a cidade e não aprovou Santo Onofre como padroeiro, somente por este ter a alcunha de protetor dos alcoólatras. Desta forma, uma nova padroeira foi imposta: Nossa Senhora da Conceição Aparecida.

### Igrejas Evangélicas
A cidade conta com centenas de igrejas evangélicas, dentre outras:
- Assembleia de Deus Ministério do Belém.[135][136]
- Congregação Cristã no Brasil.[137]
- Deus é Amor.
- Igreja do Evangelho Quadrangular.
- O Brasil para Cristo.
- Igreja Presbiteriana Independente do Brasil.[138]
- Igreja Evangélica de Confissão Luterana no Brasil.[139]

Existem 65 igrejas evangélicas em Araçatuba; sendo 64 fundadas na própria cidade e 1 Congregação Israelita da Nova Aliança.

### Outras religiões
Budismo
O primeiro templo budista de Araçatuba, o Nishi Hongwanji, foi concluído em 1951. Em 1954, imigrantes liderados por Sakesuke Nó ergueram outro templo, nomeado Higashi Hongwanji.
Outras religiões orientais
Também estão presentes em Araçatuba as religiões Tenrikyo, Seicho-no-ie, Igreja Messiânica Mundial, Perfect Liberty, Soka Gakkai, e Pastoral Nipo-Brasileira.
Candomblé e umbanda
O primeiro terreiro de Araçatuba existiu no período de 1938 até 1968 no bairro Abílio Mendes, fundado por Maria Marreco. Nos anos 70, a cidade possuía cerca de 90 terreiros. Em 2008, possuía 40 terreiros de umbanda e 15 de candomblé registrados oficialmente.